# Панкратий Ксулогис
Панкратий (на гръцки: Παγκράτιος) е гръцки духовник, коринтски и немейски митрополит на гръцката старостилна Църква на истинно-православните християни на Гърция (Синод на Калиник).

## Биография
Роден e в 1944 година в правищкото село Косруп със светското име Павлос Ксулогис (Παῦλος Ξουλόγης). В 1961 година става послушник в светогорския манастир Дохиар, където в 1963 година се замонашва. Ръкоположен е за дякон в 1966 година от митрополит Натанаил Милитуполски. В 1968 година е ръкоположен за презвител от митрополит Йоан Валовищки. Служи в манастира Дохиар като предстоятел, ефимерий, библиотекар, скевофилакс, типикар, секретар и като временен представител при Светата община.
В 1979 година се установява в Атина и минава в лоното на старостилната Църква на истинно-православните християни на Гърция и служи като ефимерий в храма „Св. св. Теодор Тирон и Теодор Стратилат“ в Неа Смирни. В 1994 година става игумен на манастира „Свети Архангели“ в Археа Немея. В същата година възстановява изоснови манастира „Света Троица“ в Немея.
В 1996 година е ръкоположен за немейски епископ. На 8 април 2010 г.е избран за митрополит на Коринт и Немея.